# Tommie Hoban
Thomas Michael Hoban, detto Tommie (Walthamstow, 24 gennaio 1994), è un ex calciatore irlandese, di ruolo difensore.

## Caratteristiche tecniche
È un difensore centrale.